# Jahrtausendturm

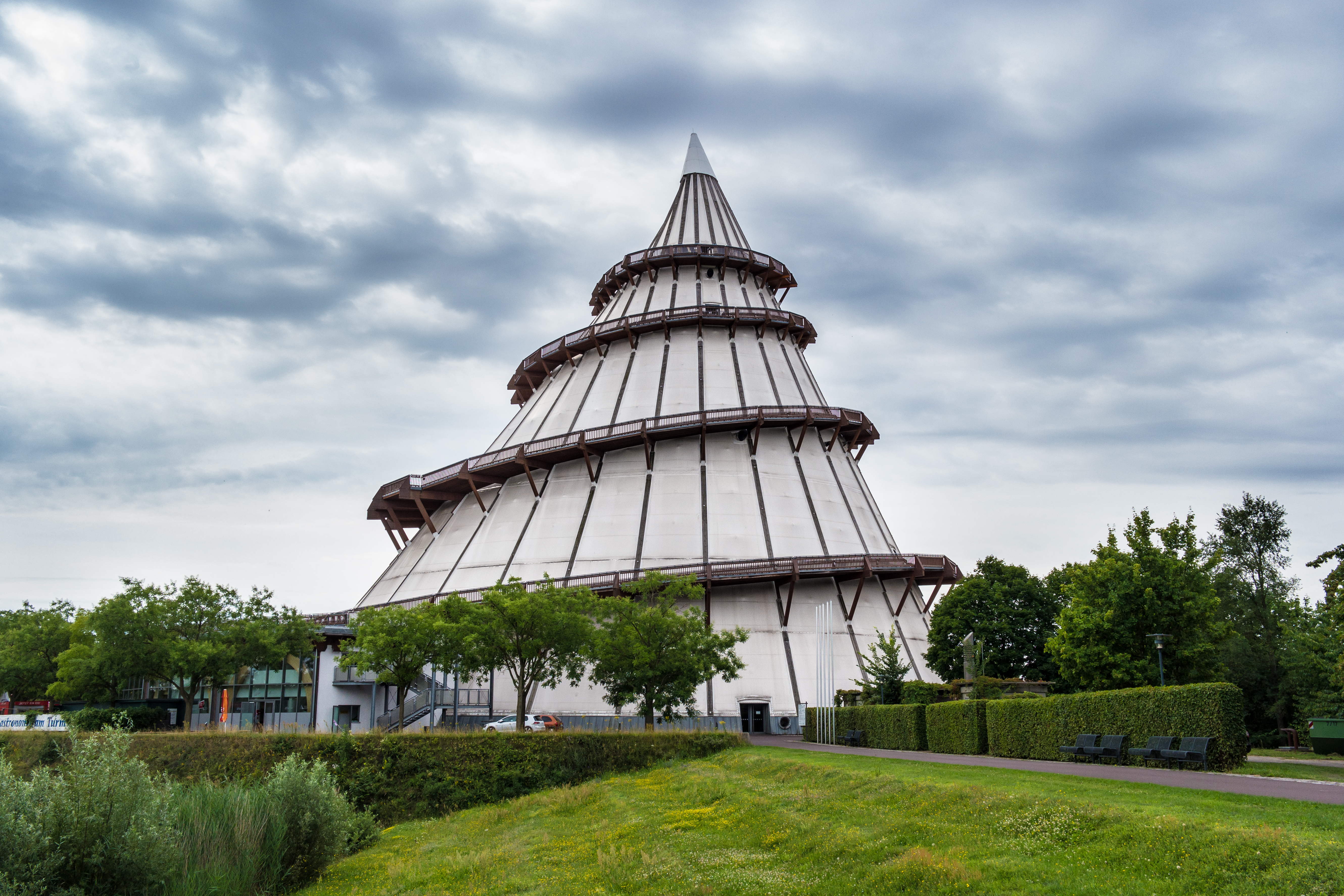
Jahrtausendturm

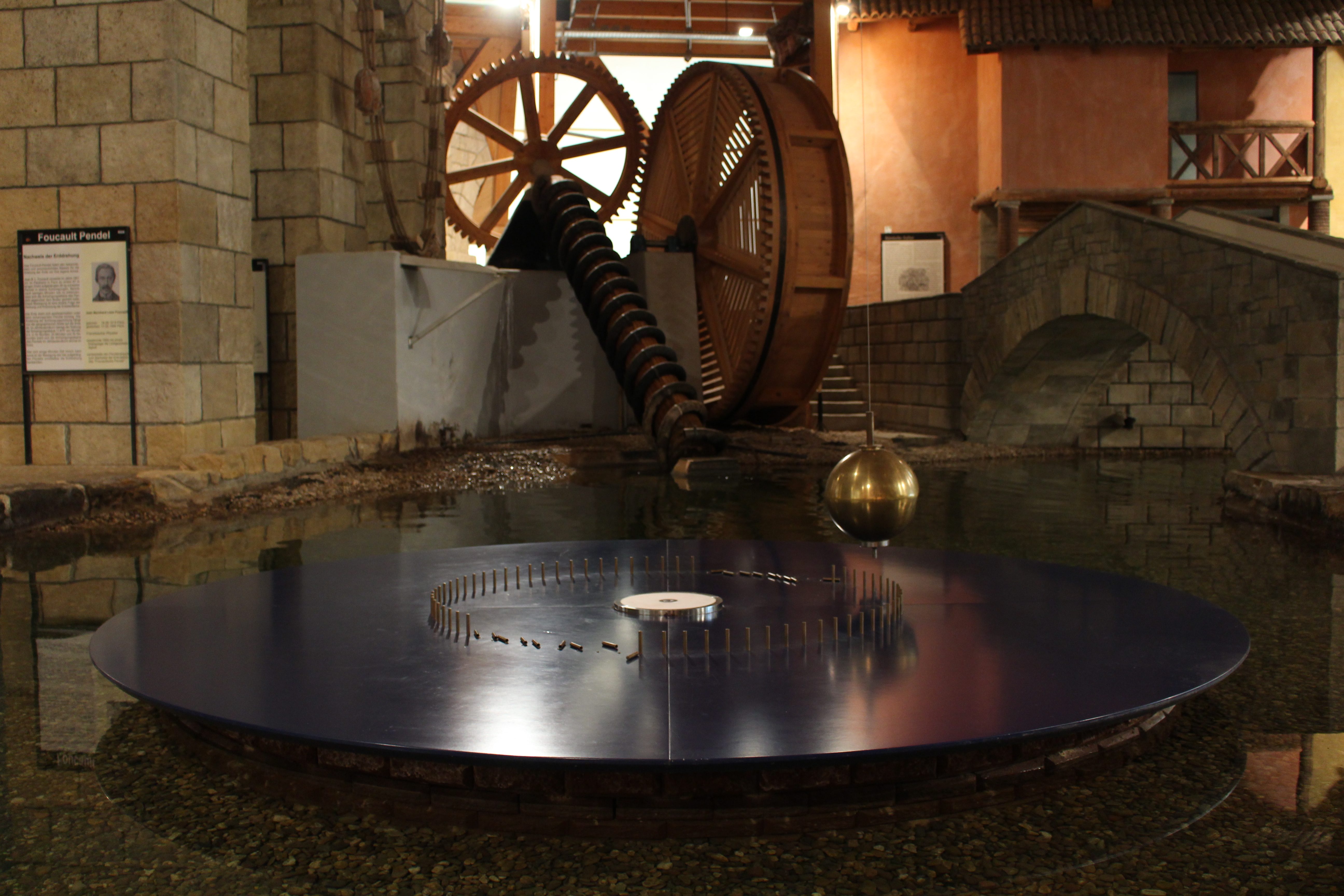
Foucaultsches Pendel und Archimedische Schraube (Hintergrund)

Der Jahrtausendturm ist ein 60 Meter hoher Ausstellungs- und Aussichtsturm in Magdeburg in Sachsen-Anhalt. Der Entwurf des Turms stammt vom Schweizer Maler und Baugestalter Johannes Peter Staub.
Der Jahrtausendturm wurde anlässlich der Bundesgartenschau 1999 im Magdeburger Elbauenpark errichtet. Er beherbergt eine Ausstellung zur Entwicklung der Wissenschaften mit vielen anschaulichen, teils interaktiven Experimenten. Unter anderem kann man durch ein astronomisches Fernrohr die Uhr des Magdeburger Domes ablesen. Ein Foucaultsches Pendel, das in der Turmspitze aufgehängt ist, demonstriert die Rotation der Erde.
Der Turm war ursprünglich nur für die Laufzeit der Gartenschau konzipiert. Erst später wurde entschieden, den Turm und die Ausstellung darin dauerhaft zu betreiben.

## Konstruktionsdetails

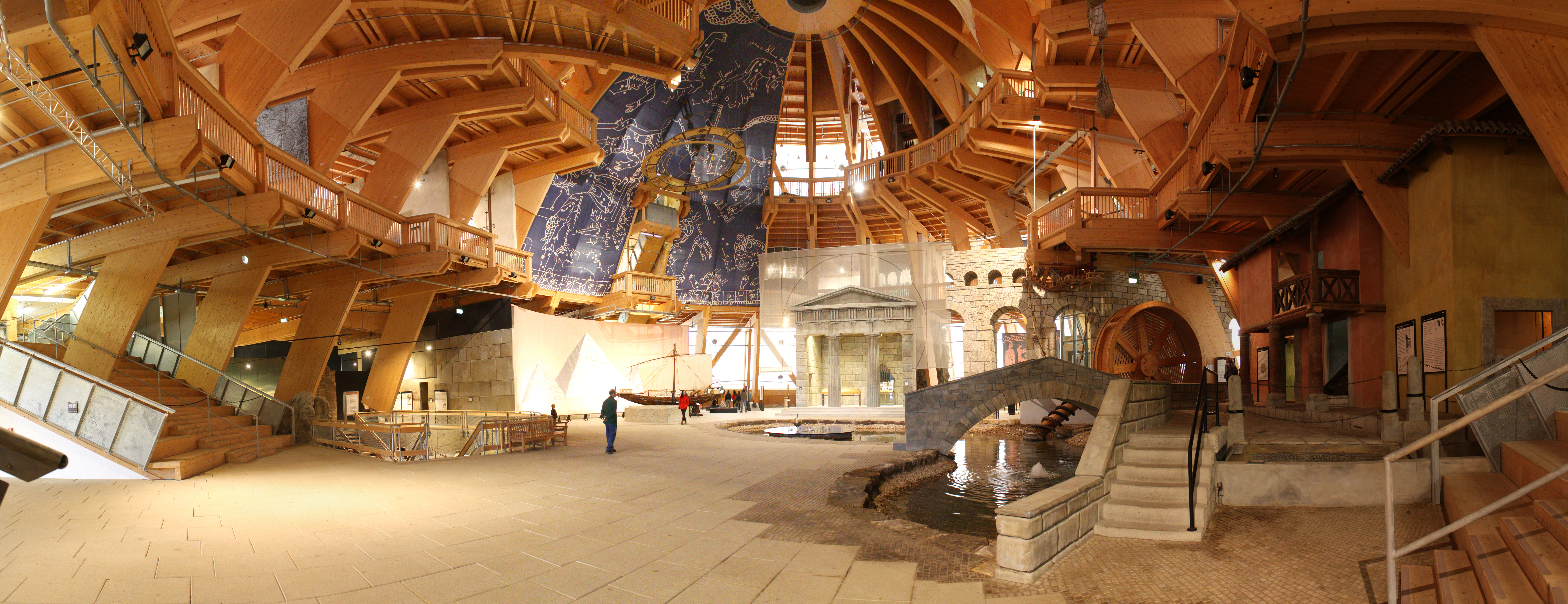
Innenansicht des Jahrtausendturms

Der mit seiner asymmetrischen Kegelform „schief“ konstruierte Holzturm besteht aus formverleimten Brettschichthölzern und ist mit einer lichtdurchlässigen Folie überspannt. Er enthält sechs Etagen, die durch ein Treppenhaus im Inneren und eine begehbare spiralförmige Rampe an der Außenhaut erreichbar sind.
Die Neigung der Rampe ist größer als die für Rollstuhlfahrer zulässigen 6 Prozent, aus diesem Grund ist die Rampe für Rollstuhlfahrer gesperrt.
| - Höhe: 60 m - Ovale Grundfläche: 70 m × 50 m - Verbautes Holzvolumen: 5500 m³ - Umbauter Raum: 61.000 m³ - Bespannung mit Folie: 5000 m² | - Ausstellungsfläche: 8030 m² - Höhe bis zur Aussichtsebene: 42 m - Stufen bis zur Aussichtsebene: 243 - Länge der Außenrampe: 450 m |

Während der Nutzung zeigten sich Baumängel, insbesondere an Durchdringungen konstruktiver Elemente durch die Folienbespannung, die zu Feuchtigkeitsschäden führten. Bereits seit der Inbetriebnahme regnete es durch.
In den Jahren 2015 und 2016 wurden der Turm und die wegen verfaulter Bretter bereits gesperrte Rampe saniert, die Sanierungskosten betrugen etwa 2 Millionen Euro.

## Ausstellung

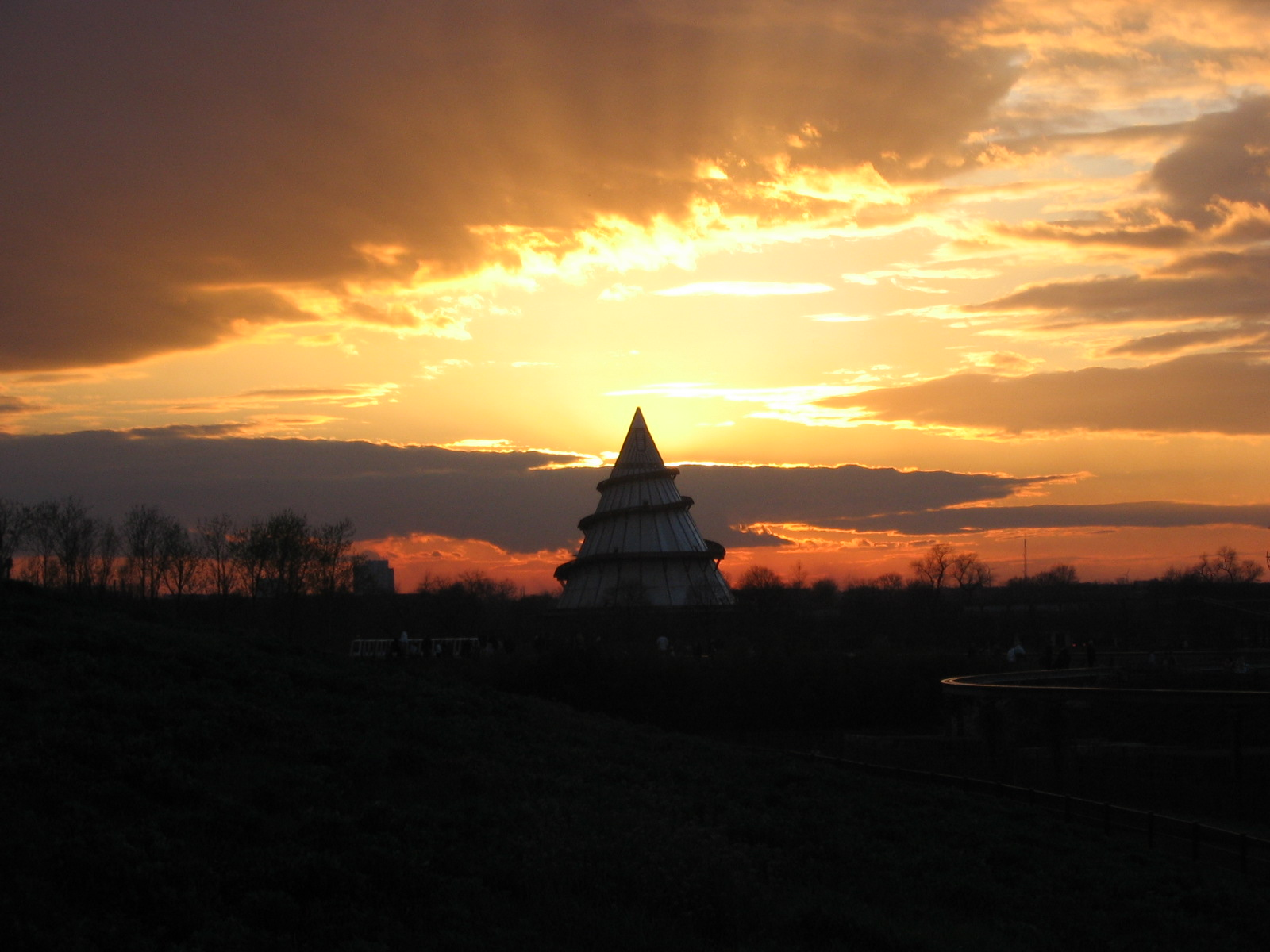
Der Jahrtausendturm zur Sommersonnenwende bei Sonnenuntergang

Im Inneren des Turms befindet sich eine 6.000 Jahre in die Vergangenheit reichende, chronologisch geordnete Ausstellung über wissenschaftliche Errungenschaften der Menschheit. Sie beginnt im untersten Geschoss und führt den Besucher bis hinauf in die fünfte Etage.
Die Ausstellung wurde von Georg Müller (Schweiz), Georg Kniebe, Heiner Ehrensperger (Schweiz) und Brigitte Küchler (Schweiz) entworfen und gestaltet. 

### Die Ausstellungsetagen
- Erste Ebene: Frühe Hochkulturen und Anfänge der Menschheitsgeschichte. Begehbares römisches Haus (u. a. mit Peristyl), Taltempel der ägyptischen Pyramiden mit dem "Gang der Erleuchtung". Veranschaulichung von physikalischen und mathematischen Problemen der frühesten Zeit.
- Zweite Ebene: Mittelalter (500–1500). Antike Weltsysteme und Medizin, einfache Maschinen und das frühe Arabien. Anschauliche Darstellung der goldenen Regel der Mechanik (schiefe Ebene mit Fass, Flaschenzug). Die größte Attraktion ist die Vorführung des Impulserhaltungssatzes. Hierzu werden acht Metallkugeln von jeweils 60 kg, die an ca. vier Meter langen Stahlseilen hängen, in Bewegung gesetzt.
- Dritte Ebene: Frühe Neuzeit (1500–1650). Mechanik, Vakuum, Magnetismus, Mathematik, Alchemie, Medizin und der Weltbildwandel. Wichtige Kriege, die großen Entdeckungsreisen und Erfindungen (z. B. Buchdruck, Teleskop). Man kann sich die Funktionsweise eines Linear-Axial-Getriebes und ein Drehspindelhemmungs-Uhrwerk von Leonardo da Vinci anschauen, daneben eine Nachbildung des Erdapfels von Martin Behaim und eine Darstellung des Weltbildes von Johannes Kepler. Von den Mitarbeitern bekommt man die Rollversuche von Galileo Galilei auf der schiefen Ebene und den freien Fall eines Kunststoffballs und einer Feder in einer Vakuumröhre vorgeführt. Danach werden Versuche von Otto von Guericke, er war seiner Zeit Bürgermeister von Magdeburg, dem größten Wissenschaftler seiner Heimatstadt, gezeigt: Die Mitarbeiter demonstrieren den berühmten Magdeburger Halbkugelversuch, man kann sich die Funktionsweise des Wasserbarometers erklären lassen und Guerickes pneumatischen Lastenkran ausprobieren.
- Vierte Ebene: 1650–1859. Medizin, Chemie, Biologie und Sinneswahrnehmung, darin Optik. Die Ebene ist unterteilt in die Ebenen 4.1, 4.2 und 4.3.
  - Darüber: 1750 bis zur Gegenwart. Elektrizität, Funktechnik, Wärmelehre, Fixsternparallaxe, Dopplereffekt, Raum und Zeit, Gentechnik und Kernenergie.
- Fünfte Ebene sowie dazugehörige Ebene 5.1: Moderne Forschung in Naturwissenschaften und Medizin. Schwerpunkte: Mikrokosmos und Makrokosmos.
- Sechste Etage: Aussichtsplattform

## Weitere Holztürme
Nur wenige hohe Holztürme haben auch die Eigenschaften eines Gebäudes (geschlossene Gebäudehülle, Schutz vor Hitze, Kälte, Einbruch usw.), wie der Jahrtausendturm, so zum Beispiel: 
- Der Galileiturm an der Schweizer Forschungsausstellung Heureka in Zürich (52,5 m)

Die meisten anderen hohen Holztürme sind „nur“ Aussichts- oder Funktürme: 
- Sendeturm in Gleiwitz, Polen (118 m)
- Aussichtsturm Pyramidenkogel, Österreich (100 m Gesamthöhe, oberste Aussichtsplattform 70,56 m)
- Funkturm Rottenbuch, Landkreis Weilheim-Schongau (66 m)
- Messtürme in Brück, Landkreis Potsdam-Mittelmark (54 m)
- Aussichtsturm Blumenthal, Landkreis Ostprignitz (45 m)
- Weißtannenturm, Kehl (44 m)
- Goetheturm, Frankfurt am Main (43,3 m)